# Galina Ivanovna Ustvol'skaja
Galina Ivanovna Ustvol'skaja (in russo Галина Ивановна Уствольская?; Pietrogrado, 17 giugno 1919 – San Pietroburgo, 22 dicembre 2006) è stata una compositrice sovietica.

## Biografia
Nasce a Pietrogrado (poi Leningrado ed ora San Pietroburgo) nel 1919.
I suoi studi si svolgono dapprima (1937/39) presso una scuola musicale collegata al Conservatorio di Leningrado e quindi (fino al 1947) nello stesso Istituto Rimskij-Korsakov. 
In molte occasioni il maestro Dmitrij Šostakovič difese la compositrice dagli attacchi sferrati dall'Unione dei Compositori.
Alcune pagine di Šostakovič (segnatamente il Quinto quartetto per archi ed il n. 9 "Notte" della Suite su versi di Michelangelo op.145) contengono esplicite citazioni del Trio per violino, clarinetto e pianoforte della Ustvol'skaja.
A buon diritto il compositore poteva dunque dire "non sono io che ho influenzato lei ma lei che ha influenzato me".
A partire dagli anni '50 la vita della Ustvol'skaja si svolge apparentemente senza avvenimenti esterni degni di nota.  La sua musica viene eseguita rarissimamente (e comunque sempre con scarsissimi riscontri) fino agli anni '80 quando, anche grazie al compositore e direttore d'orchestra Reinbert De Leeuw, si assiste ad una vera e propria "scoperta" della Ustvol'skaja.
Galina Ustvol'skaja muore nella sua città natale alle 13 del 22 dicembre 2006 per complicazioni derivate da un attacco di cuore avvenuto il 17 dicembre dello stesso anno.

## Opere
Il catalogo della Ustvol'skaja comprende solo venticinque opere (alcune altre pagine scritte su commissione del governo sovietico sono state in seguito rifiutate dalla compositrice) che si distendono nell'arco di circa quarant'anni e toccano pochi generi musicali.
In essa è assai raro l'utilizzo di valori inferiori alla croma, eccezion fatta per le note "corte" di una figura puntata - semicrome o biscrome - che ritroviamo in diverse pagine. È da sottolineare che nella musica della Ustvol'skaja è praticamente abolito (almeno nella produzione pianistica) l'uso delle stanghette di battuta e dell'indicazione di tempo iniziale. Anche sotto il profilo agogico vengono soppresse le normali indicazioni in favore di scarne indicazioni metronomiche.
L'ispirazione religiosa della compositrice è testimoniata dai titoli di numerose sue pagine (Compositio n.1 "Dona nobis pacem", Compositio n. 2 "Dies irae", Compositio n. 3 "Benedictus qui venit", Sinfonia n. 2 "Vera ed eterna benedizione". Sinfonia n.3 "Gesù Messia, salvaci!", Sinfonia n. 4 "Preghiera", Sinfonia n. 5 "Amen") e dalle sue stesse parole:
(Galina Ustvolskaya)

### Composizioni
- Concerto per pianoforte, orchestra d'archi e timpani (1946)
- Sonata n.1 per pianoforte (1947)
- Il sogno di Stepan Razyn per baritono e grande orchestra su poesie popolari (1949)
- Trio per clarinetto, violino e pianoforte (1949)
- Ottetto per due oboi, quattro violino, timpani e pianoforte (1949/50)
- Sonata n.2 per pianoforte (1949)
- Sonata n.3 per pianoforte (1952)
- Sonata per violino e pianoforte (1952)
- Dodici preludi per pianoforte (1953)
- Sinfonia n. 1 per 2 voci bianche ed orchestra su testi di Gianni Rodari (1955)
- Suite per orchestra (1955)
- Sonata n.4 per pianoforte (1957)
- Poema sinfonico n.1 per orchestra (1958)
- Poema sinfonico n.2 per orchestra (1959)
- Gran Duo per violoncello e pianoforte (1959)
- Duo per violino e pianoforte (1964)
- Compositio n. 1 "Dona nobis pacem" per ottavino, tuba e pianoforte(1970/71)
- Compositio n.2 "Dies irae" per otto contrabbassi, percussioni e pianoforte (1972/73)
- Compositio n.3 "Benedictus, qui venit" per quattro flauti, quattro fagotti e pianoforte (1974/75)
- Sinfonia n. 2 "Vera ed eterna benedizione" su testo di Hermannus Contractus per voce ed orchestra (1979)
- Sinfonia n. 3 "Gesù Messia, salvaci" su testo di Hermannus Contractus per voce recitante ed orchestra (1983)
- Sinfona n. 4 "Preghiera" su testo di Hermannus Contractus per tromba, tam-tam, pianoforte e contralto (1985/87)
- Sonata n. 5 per pianoforte (1986)
- Sonata n. 6 per pianoforte (1988)
- Sinfonia n. 5 "Amen" per voce recitante, violino, oboe, tromba, tuba e percussioni (testo: Padre nostro) (1989/90)

## Discografia
- Compositio n. 1

– Zoon / Oostendorp / Malov  RN (Radio Netherlands)
– Renggli / Le Clair / Schroeder HAT ART CD 6130
– Tokarev / Arbuszov / Malov MEGADISC MDC 7867
– Membri dello Schönberg Ensemble / de Leeuw*  PHILIPS 442 532-2
– Ritter / Hilgers / Hagen KOCH 31 170-2 H1
- Compositio n.2

– Propischin / Kolosov / Goryachev / Vulik / Kovulenko / Peresipkin / Sokolov / Nefedov / Javmertchik / Sandovskaya / Malov MEGADISC MDC 7867, MEGADISC MDC 7858
– Schönberg Ensemble / de Leeuw*  PHILIPS 442 532-2
- Compositio n.3

– Amsterdam Wind Ensemble / Friesen RN (Radio Netherlands)GLOBE 6903
– Danilina / Osipova / Rodina / Tokarev / Makarov / Shevchuk / Sokolov / Krasnik / Sandovskaya / Malov MEGADISC MDC 7867
– Schönberg Ensemble / de Leeuw*  PHILIPS 442 532-2
– Jones / Coffin / Keen / Stevenson / O'Neill / Antcliffe / Newman / McNaughton / Stephenson / Stephenson CONIFER 75605 51 194-2
- Concerto per pianoforte, archi e timpani

– Lubimov / Deutsche Kammerphilharmonie / Schiff ERATO 0630 12 709-2
– Seribiakov / Chamber Orchestra of the Leningrad Philharmonic / Malov BMG 74321 49 956-2
- Duo per violino e pianoforte

– Beths / de Leeuw* HAT ART CD 6115
– Shustin / Malov MEGADISC MDC 7863
– Rissin / Rissin-Morenova SST 30211
- Gran Duo per violoncello e pianoforte

– Stolpner / Malov ... (LP) MELODIA C10 23283 007, BMG 74321 49 956-2
– Vassiliev / Malov MEGADISC MDC 7863
– Uitti / Malov RN (Radio Netherlands)
– Kooistra / Denyer* ETCETERA KTC 1170
– de Saram / Schroeder HAT ART CD 6130
– Beiser / Oldfather KOCH 37 301-2 H1
– Rostropovich / Lubimov EMI 572016-2
- Ottetto per due oboi, quattro violini, timpani e pianoforte

– Kossoyan / Tchinakov / Stang / Liskovich / Dukor /
Soakov / Snamenski / Karandashova (LP) MELODIA C10 0 715 152
– Neretin / Tosenko / Stang / Ritalchenko / Lukin /
Tkachenko / Znamenskii / Malov MEGADISC MDC 7865
– Bohling / Tindale / Fletcher / Muszaros / Tombling /Iwabucchi / Cole / Stephenson*  CONIFER 75605 51 194-2
– Russian Soloists EnsembleBMG 74321 49 956-2
- Sonata n. 1 per pianoforte

– Malov(LP) MELODIA C10 23 283 007, MEGADISC MDC 7876
– Denyer*  CONIFER 75605 51 262-2
– Schroeder HEK HAT 6170
– Hinterhäuser COL LEGNO WWE 20019
- Sonata n. 2 per pianoforte

–Malov MEGADISC MDC 7876, MEGADISC MDC 7858
– Denyer CONIFER 75605 51 262-2
– Vedernikov* TEICHIKU TECC – 28170
– Schroeder HEK HAT 6170
– Hinterhäuser COL LEGNO WWE 20019
- Sonata n. 3 per pianoforte

– Malov MELODIA C10 0715 152 (LP), MEGADISC MDC 7876, BMG 74321 49 956-2
– Denyer* CONIFER 75605 51 262-2
– Karlen ECM 449936-2
– Schroeder HEK HAT 6170
– Hinterhäuser COL LEGNO WWE 20019
- Sonata n. 4 per pianoforte

– Malov(LP) MELODIA C10 23283 007, MEGADISC MDC 7876
– Denyer* CONIFER 75605 51 262-2
– Varsi MEDIAPHON 72. 158
– Schroeder HEK HAT 6170
– Hinterhäuser COL LEGNO WWE 20019
- Sonata n. 5 per pianoforte

- de Leeuw*  HAT ART CD 6115
– Denyer ETCETERA KTC 1170, CONIFER 75605 51 262-2
– Malov MEGADISC MDC 7876, MEGADISC MDC 7858
– de Leeuw WD 02 (Wittener Tage für Neue Kammermusik)
– Karlen ECM 449 936-2
– Schroeder HEK HAT 6170
– Hinterhäuser COL LEGNO WWE 20019
- Sonata n. 6 per pianoforte

– Malov MEGADISC MDC 7876 MEGADISC MDC 8000
– Denyer* CONIFER 75605 51 262-2
– Mukaiyama BVHAAST CD 9406
– Arden KOCH 37 301-2 H1, KOCH 37 603-2 H1
– Schroeder HEK HAT 6170
– Hinterhäuser COL LEGNO WWE 20019
- Sonata per violino e pianoforte

– Shustin / Malov MEGADISC MDC 7865
– Rissin / Rissin-Morenova SST 30211
- Sinfonia n. 1

– Malov / Liss / Ural Philharmonic Orchestra (CD) MEGADISC MDC 7856 (2000)
- Sinfonia n. 2 - "Vera ed eterna benedizione"

– The St. Petersburg Soloists / Malov / Liss MEGADISC MDC 7858
- Sinfonia n. 3 "Gesù Messia, salvaci"

– The St. Petersburg Soloists / Malov / Liss MEGADISC MDC 7858
– Symphonieorchester des Bayerische n Rundfunks / Stenz / Sherstanoi MEGADISC MDC 7858
- Sinfonia n. 4 "Preghiera"

– van Vliet / Konink / Denyer / Meeuwsen ETCETERA KTC 1170, MEGADISC MDC 8000
– Marrs / Keemss / Miller / Sperber MEDIAPHON MED 72 115
– The St. Petersburg Soloists / Malov / Liss MEGADISC MDC 7858
- Sinfonia n. 5 "Amen"

– Leiferkus / Fletcher / Bohling / Hultmark / Powell / Cole / Stephenson CONIFER 75605 51 194-2
– The St. Petersburg Soloists / Malov / Liss MEGADISC MDC 7858
- Dodici preludi per pianoforte

– Schroeder HAT ART CD 6130
– Malov MEGADISC MDC 7867
– Arden*  KOCH 37 301-2 H1
- Trio per clarinetto, violino e pianoforte

– Beths / de Boer / de Leeuw HAT ART CD 6115
– Keser / Anderson / Denyer ETCETERA KTC 1170
– Shustin / Feodorov / Malov MEGADISC MDC 7865